# Consorti dei sovrani aragonesi
Questa è una lista di consorti dei monarchi del Regno di Aragona. Bianca II di Navarra e Filippo I di Castiglia morirono prima che i loro sposi ereditassero la corona.

## Contesse e Conti
| Immagine | Nome                         | Padre                      | Nascita | Matrimonio | Divenne Consorte | Cessò di essere Consorte | Morte | Consorte                     |
| -------- | ---------------------------- | -------------------------- | ------- | ---------- | ---------------- | ------------------------ | ----- | ---------------------------- |
|          | Nunila di Pamplona           | Inigo I Arista             |         | 820        | 820              |                          |       | García Galíndez              |
|          | Oneca Garcés di Pamplona     | García I Íñiguez           |         |            | 867              | 893                      |       | Aznar II                     |
|          | Acibella Garcés di Guascogna | Garcia II di Guascogna     |         |            |                  |                          |       | Galindo III                  |
|          | Sancia di Pamplona           | García II Jiménez          | -       | 905        | 905              | 923                      | -     | Galindo III                  |
|          | García I Sánchez di Navarra  | Sancho I Garcés di Navarra | 919     | 933        | 933              | 940                      | 970   | Andregoto Galíndez           |
|          | Urraca di Castiglia          | Ferdinando Gonzales        |         | 962        | 970              | 994                      | 1007  | Sancho II Garcés di Navarra  |
|          | Jimena Fernández             | Fernando Vermúndez         | 970     | 988        | 994              | 999                      | 1035  | García II Sánchez di Navarra |
|          | Munia                        | Sancho Garcés              | 995     | 1011       | 1011             | 1035                     | 1066  | Sancho III Garcés di Navarra |

## Regine

### Casa d'Aragona
| Immagine | Nome                    | Padre                         | Nascita           | Matrimonio                 | Divenne Consorte           | Cessò di essere Consorte | Morte            | Consorte   |
| -------- | ----------------------- | ----------------------------- | ----------------- | -------------------------- | -------------------------- | ------------------------ | ---------------- | ---------- |
|          | Gilberga di Foix        | Bernardo Ruggero di Foix      | 1015              | 22 agosto 1036             | 22 agosto 1036             | 1º dicembre 1049         | 1º dicembre 1049 | Ramiro I   |
|          | Agnese di Aquitania     | Guglielmo VI di Aquitania     |                   | 1054                       | 1054                       | 8 maggio 1063            |                  | Ramiro I   |
|          | Isabella di Urgell      | Ermengol III di Urgell        | 1052              | 1065                       | 1065                       | 1071                     | 1071             | Sancho I   |
|          | Felícia di Ramerupt     | Hilduin IV di Montdidier      | 1060              | 1076                       | 1076                       | 4 giugno 1094            | 3 maggio 1123    | Sancho I   |
|          | Agnese d'Aquitania      | Guglielmo VIII di Aquitania   | 1072              | 1086                       | 4 giugno 1094              | 6 giugno 1097            | 6 giugno 1097    | Pietro I   |
|          | Berta di Savoia         | Pietro I di Savoia            | 1075              | 16 agosto 1097             | 16 agosto 1097             | 28 settembre 1104        | 1111             | Pietro I   |
|          | Urraca di Castiglia     | Alfonso VI di León            | 1079              | 1109                       | 1109                       | 1115                     | 8 marzo 1126     | Alfonso I  |
|          | Agnese d'Aquitania      | Guglielmo IX d'Aquitania      | 1105              | 13 novembre 1135           | 13 novembre 1135           | 13 novembre 1137         | 8 marzo 1160     | Ramiro II  |
|          | Mafalda del Portogallo  | Alfonso I del Portogallo      | 1147              | 1160                       | 1064                       | 1173                     | 1173             | Alfonso II |
|          | Sancha di Castiglia     | Alfonso VII di León           | 21 settembre 1154 | 18 gennaio 1174            | 18 gennaio 1174            | 25 aprile 1196           | 9 novembre 1208  | Alfonso II |
|          | Maria di Montpellier    | Guglielmo VIII di Montpellier | 1182              | 15 giugno 1204             | 15 giugno 1204             | 21 aprile 1213           | 21 aprile 1213   | Pietro II  |
|          | Eleonora di Castiglia   | Alfonso VIII di Castiglia     | 1202              | 6 febbraio 1221            | 6 febbraio 1221            | 1229                     | 1244             | Giacomo I  |
|          | Iolanda d'Ungheria      | Andrea II d'Ungheria          | 1215              | 8 settembre 1235           | 8 settembre 1235           | 12 ottobre 1251          | 12 ottobre 1251  | Giacomo I  |
|          | Costanza II di Sicilia  | Manfredi di Sicilia           | 1249              | 13 giugno 1262             | 27 luglio 1276             | 11 novembre 1285         | 9 aprile 1302    | Pietro III |
|          | Isabella di Castiglia   | Sancho IV di Castiglia        | 1283              | 1º dicembre 1291           | 1º dicembre 1291           | 25 aprile 1295           | 24 luglio 1328   | Giacomo II |
|          | Bianca d'Angiò          | Carlo II di Napoli            | 1280              | 29 ottobre/1 novembre 1295 | 29 ottobre/1 novembre 1295 | 14 ottobre 1310          | 14 ottobre 1310  | Giacomo II |
|          | Maria di Cipro          | Ugo III di Cipro              | 1275              | 27 novembre 1315           | 27 novembre 1315           | 1319                     | 1319             | Giacomo II |
|          | Elisenda di Moncada     | Pedro de Moncada              | 1292              | 25 dicembre 1322           | 25 dicembre 1322           | 5 novembre 1327          | 19 giugno 1364   | Giacomo II |
|          | Eleonora di Castiglia   | Ferdinando IV di Castiglia    | 1310              | 5 febbraio 1329            | 5 febbraio 1329            | 24 gennaio 1336          | 1359             | Alfonso IV |
|          | Maria di Navarra        | Filippo III di Navarra        | 1329              | 23 luglio 1338             | 23 luglio 1338             | 29 aprile 1347           | 29 aprile 1347   | Pietro IV  |
|          | Eleonora del Portogallo | Alfonso IV del Portogallo     | 3 febbraio 1328   | 19 novembre 1347           | 19 novembre 1347           | 29 ottobre 1348          | 29 ottobre 1348  | Pietro IV  |
|          | Eleonora di Sicilia     | Pietro II di Sicilia          | 1325              | 27 agosto 1349             | 27 agosto 1349             | 20 aprile 1375           | 20 aprile 1375   | Pietro IV  |
|          | Sibilla di Fortià       | Bernardo di Fortià            | 1350              | 11 ottobre 1377            | 11 ottobre 1377            | 6 gennaio 1387           | 24 novembre 1406 | Pietro IV  |
|          | Iolanda di Bar          | Roberto I di Bar              | 1365              | 2 febbraio 1380            | 6 gennaio 1387             | 19 maggio 1396           | 3 luglio 1431    | Giovanni I |
|          | Maria de Luna           | Lope de Luna                  | 1358              | 13 giugno 1373             | 19 maggio 1396             | 20 dicembre 1406         | 20 dicembre 1406 | Martino I  |
|          | Margherita di Prades    | Pietro IV di Ribagorza        | 1395              | 17 settembre 1409          | 17 settembre 1409          | 31 maggio 1410           | 1422             | Martino I  |

### Casa di Trastámara
| Immagine | Nome                    | Padre                        | Nascita           | Matrimonio      | Divenne Consorte | Cessò di essere Consorte | Morte            | Consorte      |
| -------- | ----------------------- | ---------------------------- | ----------------- | --------------- | ---------------- | ------------------------ | ---------------- | ------------- |
|          | Eleonora d'Alburquerque | Sancho Alfonso di Castiglia  | 1374              | 1394            | 28 giugno 1412   | 2 aprile 1416            | 16 dicembre 1435 | Ferdinando I  |
|          | Maria di Trastámara     | Enrico III di Castiglia      | 14 settembre 1401 | 12 giugno 1415  | 2 aprile 1416    | 7 settembre 1458         | 7 settembre 1458 | Alfonso V     |
|          | Juana Enríquez          | Federico Enríquez de Mendoza | 1425              | 1º aprile 1444  | 4 ottobre 1458   | 13 febbraio 1468         | 13 febbraio 1468 | Giovanni II   |
|          | Isabella di Castiglia   | Giovanni II di Castiglia     | 22 aprile 1451    | 19 ottobre 1469 | 20 gennaio 1479  | 26 novembre 1504         | 26 novembre 1504 | Ferdinando II |
|          | Germana de Foix         | Giovanni di Foix-Étampes     | 1488              | 19 ottobre 1505 | 19 ottobre 1505  | 23 gennaio 1516          | 18 ottobre 1538  | Ferdinando II |

Durante la guerra civile catalana, c'erano tre pretendenti che rivendicavano il suo trono, anche se questo non includeva il regno di Valencia. Uno dei tre era Pietro V d'Aragona che rimase scapolo. Gli altri, Enrico IV di Castiglia e Renato d'Angiò, erano sposati durante i loro "regni" come pretendenti. La moglie di Enrico IV era Giovanna del Portogallo, figlia del re Edoardo del Portogallo e di sua moglie Eleonora d'Aragona. La prima moglie di Renato morì prima del 1462; la sua seconda moglie era Jeanne de Laval, figlia di Guy XIV de Laval e di Isabella di Bretagna.

### Casa d'Asburgo
| Immagine | Nome                    | Padre                    | Nascita         | Matrimonio    | Divenne Consorte | Cessò di essere Consorte | Morte         | Consorte |
| -------- | ----------------------- | ------------------------ | --------------- | ------------- | ---------------- | ------------------------ | ------------- | -------- |
|          | Isabella del Portogallo | Manuele I del Portogallo | 24 ottobre 1503 | 11 marzo 1526 | 11 marzo 1526    | 1 maggio 1539            | 1 maggio 1539 | Carlo I  |

Nel 1556, l'unione dei regni spagnoli è generalmente chiamata Spagna e Maria I d'Inghilterra (seconda moglie di Filippo II) è la prima regina di Spagna. Filippo II era figlio di Carlo I e Isabella del Portogallo.